# Indicatif régional 614

Carte de l'État de l'Ohio avec les territoires de ses indicatifs régionaux. L'indicatif régional 614 est au centre de l'État.

L'indicatif régional 614 est l'indicatif téléphonique régional qui dessert la région métropolitaine de Columbus dans l'État de l'Ohio aux États-Unis.
La carte ci-contre indique le territoire couvert par l'indicatif 614 au centre de l'État.
L'indicatif régional 614 fait partie du Plan de numérotation nord-américain.

## Source
- (en) Cet article est partiellement ou en totalité issu de l’article de Wikipédia en anglais intitulé « Area code 614 » (voir la liste des auteurs).